# Paquito Escudero
Francisco Gabriel Escudero Martínez, conocido como Paquito (Rafal, provincia de Alicante, España, 24 de marzo de 1966), es un exfutbolista español. Jugó de centrocampista en Primera División de España con el Hércules CF, y completó 10 temporadas en el equipo herculano.

## Trayectoria
Paquito el del barrio Escudero perteneció a una generación de canteranos que subió al primer equipo del Hércules CF, entre los que se encontraba también Miguel Marí. Jugó de mediocentro bien por el centro o por la banda derecha con tendencia defensiva, alguna vez también jugó de lateral derecho. Fue uno de los mejores recuperadores de balón en su época, poseía un buen disparo y era muy regular. Benito Joanet, exsecretario técnico del Hércules, lo definió como "un jugador de 38 partidos al año".
Criado desde muy pequeño en el barrio alicantino de la Florida, nació en Rafal porque su madre quería dar a luz en su entorno familiar. Comenzó a dar las primeras patadas a un  balón entre sus compañeros del Colegio Nacional Florida y el equipo de su barrio, la Agrupación Deportiva Betis Florida. Llamaba la atención entonces su rapidez y técnica con el balón, aún a pesar de su corta estatura.En ese club jugó en todas las categorías existentes en el fútbol base: benjamín, alevín, infantil, cadete y juvenil. A los 19 años fichó por el Alicante CF por entonces en Tercera División, donde pasó 4 temporadas a gran nivel. El Benidorm CD fue su próximo destino, allí estuvo una temporada, estando de entrenador Quique Hernández y Aniceto Benito de presidente, con ambos coincidiría posteriormente en el Hércules CF. El Benidorm CD consiguió esa temporada el ascenso a Segunda División B. Eso le valió para que Joaquín Irles, entonces secretario técnico del Hércules CF, se fijara en él y le fichó en 1990 cuando Paquito tenía 24 años. Se consolidó como jugador del primer equipo del Hércules CF tras obtener el ascenso a Segunda División de la mano del entrenador Quique Hernández en la temporada 1992/93.
Fue el segundo capitán del equipo herculano por detrás de Pascual Luna Parra, y tras la retirada de éste se convirtió en el capitán. Se ganó el cariño y respeto de la afición del Hércules, donde fue uno de los grandes ídolos del equipo alicantino en los años 90.
Debutó en Primera División el 1 de septiembre de 1996, en el Hércules CF-CF Extremadura (2-1). Disputó el encuentro completo. En su única temporada (temporada 1996/97) como jugador en Primera División, fue el segundo jugador del Hércules CF que más jugó sólo superado por Dubravko Pavličić, sus registros fueron: 3.080 minutos jugados en 36 partidos, vio 16 tarjetas amarillas y marcó 3 goles.
Tras el descenso, en la temporada 1997/98 jugó 3.172 minutos en 38 partidos, y fue imprescindible para Quique Hernández y tras su destitución, desde la jornada 10 para David Vidal.
En la temporada 1998/99 el Hércules CF descendió a Segunda B, Paquito jugó 29 partidos y marcó 4 goles. Esa temporada estuvo cerca de 2 meses sin jugar, el alicantino jugó menos de lo habitual. Por aquel entonces subió otro canterano al primer equipo, también de la Vega Baja del Segura, que se vislumbró como su sustituto en el futuro: Manolo Martínez.
De regreso a Segunda División B cumplió regularmente hasta que llegó la jornada 26 de esa temporada 1999/00. Un choque en el centro del campo con Luis San Julián del Valencia B, supuso una grave lesión de la rótula que le mantuvo retirado de los terrenos de juego durante esa temporada y la siguiente, hasta que a la postre significó su despedida como jugador de fútbol. Paquito se retiró definitivamente en mayo de 2001.
En agosto de 2003 se realizó un partido homenaje contra el Valencia CF. Paquito jugó parte del partido, luciendo el dorsal 20 que siempre llevó en el equipo blanquiazul.
Tras "colgar las botas", entró en la secretaría técnica del Hércules CF y pasó a ser el segundo entrenador del club tras la llegada de Javier Subirats como director deportivo. Fue segundo entrenador de José Carlos Granero, Juan Carlos Mandiá, José Bordalás y Josu Uribe. Tras la destitución de Uribe, Paquito fue entrenador del Hércules CF hasta la conclusión de la temporada 2006/07.
En la temporada 2007/08 volvió a pasar a los despachos, como ayudante en la secretaría técnica hasta que en febrero de 2008, tras el despido de Javier Subirats, pasó a ser el nuevo director deportivo dentro de una comisión formada también por Manolo Alfaro y el economista José Juan Asó.

## Clubes

### Como jugador
| Club        | País   | Año       |
| ----------- | ------ | --------- |
| Alicante CF | España | 1985-1988 |
| Benidorm CD | España | 1988-1990 |
| Hércules CF | España | 1990-2001 |

### Como entrenador
| Club        | País   | Año  |
| ----------- | ------ | ---- |
| Hércules CF | España | 2007 |

## Palmarés

### Campeonatos nacionales
| Título           | Club        | País   | Año       |
| ---------------- | ----------- | ------ | --------- |
| Tercera División | Benidorm CD | España | 1988-1989 |
| Segunda División | Hércules CF | España | 1995-1996 |

- Ascenso a Segunda División con el Hércules CF (1993/94).